# Thierry Ier de Metz
Pour les articles homonymes, voir Thierry Ier et Thierry.
Thierry Ier de Metz (en latin Theodiricus ou Deodericus, en allemand : Dietrich I.), également appelé Thierry de Hamelant (vers 929 - 7 septembre 984), a été évêque de Metz de 965 à 984. Proche de l'empereur Otton Ier du Saint-Empire, il s'est opposé aux prétentions du roi Lothaire de France sur la région de Metz. Il a contribué à l'édification de l'abbaye Saint-Vincent de Metz et du monastère Saint-Goëry à Épinal.

## Famille et enfance
Il est le fils du comte Eberhard d'Hamaland, fils d'Everhard Saxo (nl), et d’Amalrade, demi-sœur de Mathilde, et le cousin (du latin : « consobrinus » ) de l’empereur Otton Ier par sa mère, parente de Mathilde, la mère dudit Otton.
Il fréquente d'abord l'abbaye de Saint-Gall puis devient prévôt de Worms et chanoine d’Halberstadt.
À partir de 953, il est auprès de son cousin Brunon archevêque de Cologne, le jeune frère de l'empereur Otton.

## Évêque de Metz
L'évêque Adalbéron Ier de Metz décède en 962. À la même époque, Otton, qui a succédé à son père Henri l'Oiseleur, insuffle en Germanie une politique centralisatrice, plaçant des proches aux principaux postes de pouvoirs. Il confie donc à Brunon de Cologne le contrôle de la Lotharingie.
Ce n'est que le 5 mars 965 que Thierry est sacré évêque par Thierry Ier de Trèves, après trois ans de vacance du siège pontifical.
Durant les premières années, il est très souvent présent à la cour impériale et par conséquent absent de son diocèse messin. Ami et conseiller de Brunon, il l’accompagne dans son voyage vers Compiègne, voyage au cours duquel Brunon meurt à Reims. Après la mort de Brunon, Thierry est un des conseillers les plus influents d’Otton Ier. De 967 à 972, il demeure auprès de son cousin Otton en Italie. Il assiste au couronnement d'Otton II et obtient après cela la charge honorifique d’accueillir sur les côtes italiennes Theophania la fille de l’empereur grec que l’empereur de Rome avait choisi pour son fils.
En 968, il fait fonder l’abbaye Saint-Vincent de Metz, et en 972 celle d'Épinal ; il devient protecteur de nombreuses églises et abbayes.
Après la mort d’Otton Ier, Thierry conserve son influence à la cour d'Otton II. En 978 le roi de France Lothaire fait assiéger Metz qui est défendue avec succès par Thierry. Après la fin heureuse de cette guerre, Otton II vient à Metz et y est couronné roi de Lotharingie. Les armées françaises sont repoussées jusqu'aux environs de Paris, et en 978 à Laon, Thierry couronne Charles de Basse-Lotharingie roi des Francs ; celui-ci néanmoins ne sera jamais reconnu en tant que tel bien que soutenu par Otton II.
Thierry fonde le premier château d'Épinal en 980.
En 981, Thierry accompagne l’empereur en Italie. Après la mort d'Otton II en décembre 983, il prend le parti d'Henri le Querelleur pour la succession au trône impérial, probablement contre rétribution. Ce ralliement lui pose des problèmes en Lorraine où le parti impérial est puissant : il doit déclarer la guerre à Verdun puis il s'oppose à Charles de Basse-Lotharingie.
Il décède le 7 septembre 984. Il est considéré comme un bienheureux par l'Église catholique.

## Œuvres
Thierry est également écrivain. De ses voyages en Italie, il rapporte des reliques de différents saints, dont il rédige les biographies. Celles-ci ont néanmoins été perdues.

## Postérité
Sigebert de Gembloux et Alpert de Metz ont écrit des biographies à son nom.

## Hommage
À Épinal, le nom du fondateur de la ville est donné à l'ancienne rue de la Paix en 1953, après les fêtes du millénaire d’Épinal.